# Cupid and the Motor Boat
Cupid and the Motor Boat, conosciuto anche come Cupid and the Motor Boat; or, A Summer Idyl, è un cortometraggio muto del 1910 diretto da J. Stuart Blackton.

## Produzione
Il film fu prodotto dalla Vitagraph Company of America.

## Distribuzione
Distribuito dalla Vitagraph Company of America, il film - un cortometraggio di 287 metri, ovvero una bobina - uscì nelle sale cinematografiche statunitensi il 1º gennaio 1910.